# Alpe di Cosio e Piano Cavallo
L'Alpe di Cosio e Piano Cavallo è un massiccio montuoso delle Alpi Liguri, che si sviluppa tra le valli dei torrenti Negrone e Tanarello, principali rami sorgentiferi del fiume Tanaro.
Esso ricade interamente nel bacino imbrifero del Po, costituendo uno dei pochi territori della Provincia di Imperia al di là dello spartiacque tirrenico-adriatico. Si trova interamente nel territorio del comune di Cosio di Arroscia

## Morfologia
Da un punto di vista morfologico l'Alpe di Cosio e Piano Cavallo è costituita da una displuviale che si sviluppa, in senso est-ovest, per circa 7 km tra la confluenza del torrente Negrone nel Tanarello (901 m) e la Colla Bassa di Piano Cavallo (1552 m), un valico secondario tra valli Negrone e Tanarello, che conduceva da Upega alla località di Isola (Cosio di Arroscia), oggi disabitata; lo spartiacque dell'Alpe di Cosio e Piano Cavallo culmina a 1906 m lungo la stretta cresta rocciosa che collega la Cima Cantalupo (1892 m) alla Cima di Piano Cavallo (1896 m). Altre vette di rilievo di questo massiccio montuoso sono la Cima delle Armasse (1771 m) e il Monte Cimone (1831 m).
L'Alpe di Cosio e Piano Cavallo è caratterizzata da una spiccata dissimmetria di versanti. Il versante nord è infatti costituito da imponenti e compatte bancate di calcare nummulitico, che discendono perpendicolari sulla sottostante valle Negrone, con pareti a strapiombo alte fino ad alcune centinaia di metri, mentre il versante Sud, costituito in prevalenza da calcari arenacei, alterna affioramenti rocciosi a pendii meno acclivi, coperti da pascoli e da boschi di conifere e latifoglie.

## Ambiente
La zona è di notevole pregio naturalistico e, grazie alla quota elevata e alla vicinanza al mare, ospita una fauna e una flora piuttosto particolari. Tra gli uccelli si possono ricordare il picchio nero,  il fagiano di monte e l'aquila reale. La cima di Piancavallo è frequentata da branchi di camosci. Proprio per questo è stato costituito il Sito di interesse comunitario denominato Cima di Piano Cavallo - Bric Cornia.